# Селенат неодима(III)
Селенат неодима(III) — неорганическое соединение, 
соль металла неодима и селеновой кислоты
с формулой Nd2(SeO4)3,
растворяется в воде,
образует кристаллогидраты — розовые кристаллы.

## Получение
- Растворение оксида, гидроксида или  карбоната неодима в селеновой кислоте:

{\displaystyle {\mathsf {Nd_{2}O_{3}+3H_{2}SeO_{4}\ {\xrightarrow {}}\ Nd_{2}(SeO_{4})_{3}+3H_{2}O}}}
{\displaystyle {\mathsf {2Nd(OH)_{3}+3H_{2}SeO_{4}\ {\xrightarrow {}}\ Nd_{2}(SeO_{4})_{3}+6H_{2}O}}}
{\displaystyle {\mathsf {Nd_{2}(CO_{3})_{3}+3H_{2}SeO_{4}\ {\xrightarrow {}}\ Nd_{2}(SeO_{4})_{3}+3CO_{2}\uparrow +3H_{2}O}}}

## Физические свойства
Селенат неодима(III) образует кристаллы.
Хорошо растворяется в воде.
Образует кристаллогидрат состава Nd2(SeO4)3•5H2O — розовые кристаллы
моноклинной сингонии,
пространственная группа P 21/c,
параметры ячейки a = 1,0629 нм, b = 1,398 нм, c = 0,9752 нм, β = 93,13°, Z = 4
.